# Affricata alveolare sonora
L'affricata alveolare sonora è una consonante, rappresentata con il simbolo [d͡z] (una volta era scritto con la legatura ʣ) nell'alfabeto fonetico internazionale (IPA).
Nell'ortografia dell'italiano tale fono è rappresentato dalla lettera Z.

## Caratteristiche
La consonante affricata alveolare sonora presenta le seguenti caratteristiche:
- il suo modo di articolazione è affricato, perché questo fono è dovuto all'unione di un'articolazione occlusiva con una fricativa;
- il suo luogo di articolazione è alveolare, perché nel pronunciare tale suono la punta della lingua si accosta agli alveoli dei denti incisivi superiori;
- è una consonante sonora, in quanto questo suono è prodotto con la vibrazione delle corde vocali.

Nella fonologia generativa tale fonema è formato dalla sequenza dei tratti: +consonantico, -nasale, -compatto, -grave, +sonoro, -continuo, +stridulo.

## In Italiano
In italiano si tratta di un fonema, in opposizione al suo corrispondente sordo [t͡s]. Anche se a quanto pare esiste una sola coppia minima ([ˈrat͡ːsa] razza 'categoria antropologica' / [ˈrad͡ːza] razza 'tipo di pesce') i due fonemi possono entrambi comparire in contesti analoghi, e la presenza dell'uno o dell'altro è impredicibile; inoltre, la distinzione è importante dal punto di vista fonostilistico (ossia, pronunciare ad esempio [ˈpid͡ːza] al posto di [ˈpit͡ːsa] per pizza, o [aˈt͡ːsurːo] al posto di [aˈd͡ːzurːo] per azzurro, appare generalmente inaccettabile ai parlanti, al di là della possibilità di comprensione, alcune parole come per esempio "brezza" ammettono invece entrambe le pronunce).

Un esempio di questo suono si trova nella parola "mezzo" [ˈmɛd͡ːzo]: si noti che questa consonante in posizione intervocalica è sempre lunga, e quindi andrà segnata come tale nella trascrizione fonetica raddoppiando la sola occlusiva.

## Altre lingue

### Latino
Nella lingua latina, secondo la pronuncia classica, tale fonema è rappresentato dalla lettera Z, nelle parole dal greco, precedentemente corrispondente alla fricativa alveolare sonora, fino alla scomparsa del fonema intorno al IV secolo a.C.
- Zĕphўrus "vento" [d͡zɛːɸʏrus]

### Occitano
In lingua occitana tale fono è reso con la grafia ⟨j⟩:
- joine "giovane" [ˈd͡zujne]

### Albanese
In lingua albanese tale fono è reso con la grafia ⟨x⟩:
- xehe "minerale" [ˈd͡zɛhɛ]

### Macedone
In lingua macedone tale fono è reso ⟨s⟩ nell'alfabeto cirillico:
- ѕвезда "stella" [ˈd͡zvɛzda]